# Lidia Thorpe
Pour les articles homonymes, voir Thorpe.
Lidia Alma Thorpe, née le 18 août 1973, est une sénatrice aborigène membre du parti Vert australien jusqu'en 2023
.

## Biographie
En 2022, la sénatrice Lidia Thorpe se fait remarquer en traitant Élisabeth II de « colonisatrice » lors de sa prestation de serment,.
Le référendum constitutionnel australien de 2023, qui propose la création d'une Voix des Premières Nations (en) pour conseiller le gouvernement et le Parlement fédéraux, fait l'objet de l'opposition d'une partie des aborigènes, dont Lidia Thorpe. Celle-ci accuse ainsi la « Voix » d'être un « organe consultatif impuissant » qui ne viserait qu'à « apaiser la culpabilité des Blancs dans ce pays ».
En novembre 2024, Lidia Thorpe est sanctionnée d'une motion de censure par les sénateurs australiens pour avoir interpellé Charles III en visite en Australie : « Vous n’êtes pas notre roi, vous n’êtes pas souverain » et évoqué le « génocide » des aborigènes.